# 인터넷 사회학

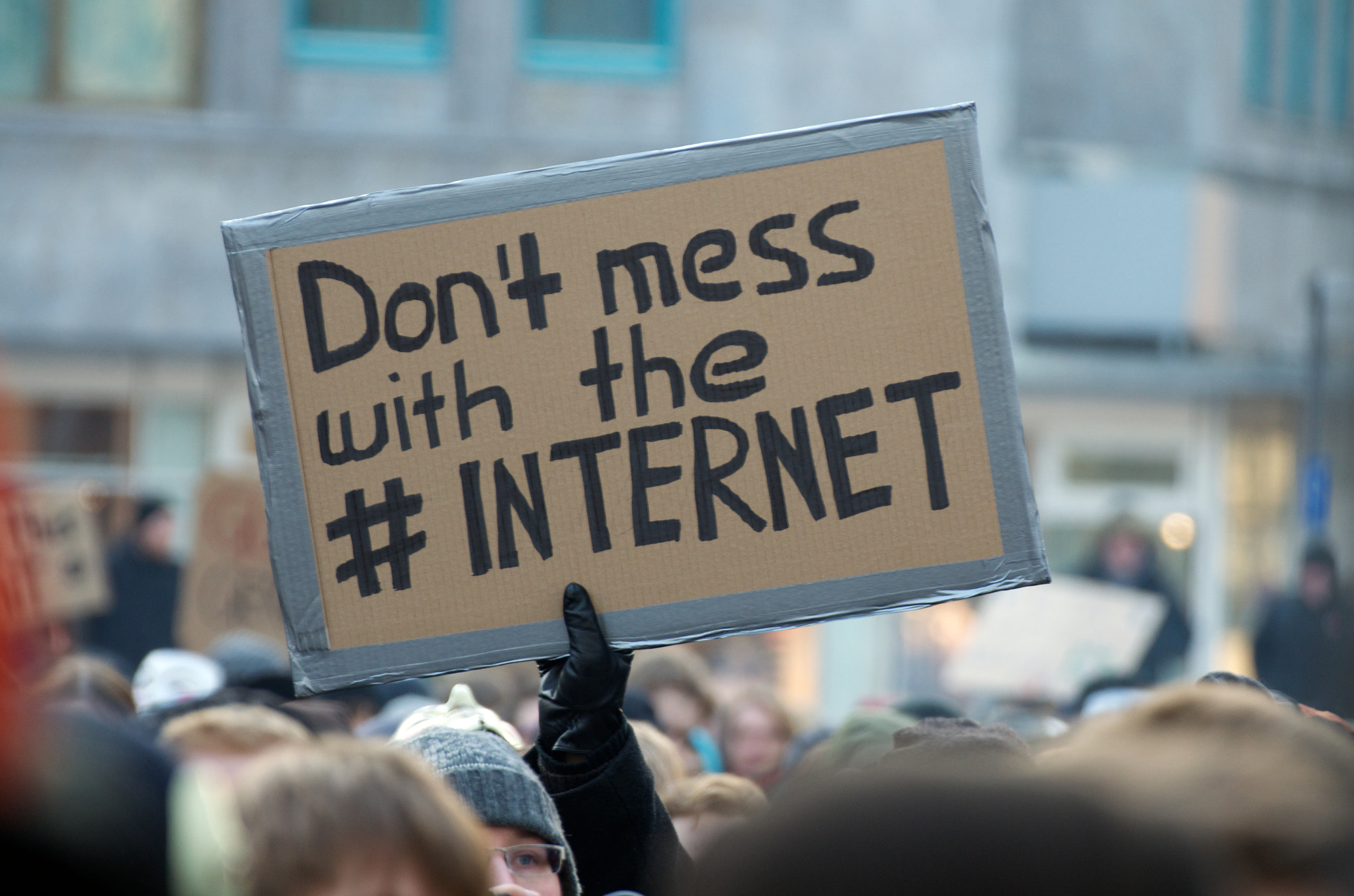
독일 프랑크푸르트 에서 열린 인터넷 검열 반대 시위.

인터넷의 사회학은 사회학적 이론과 방법을 정보와 통신의 원천으로서 인터넷에 적용하는 것을 포함한다. 디지털 사회학의 중첩 분야는 디지털 미디어의 사용과 이러한 다양한 기술이 인간 행동 패턴, 사회적 관계 및 자아 개념에 어떻게 기여하는지 이해하는 데 초점을 맞추고 있다. 사회학자들은 기술의 사회적 의미에 관심을 갖는다. 이는 새로운 소셜 네트워크, 가상 커뮤니티 및 상호작용방식, 사이버 범죄 와 관련된 문제 등을 포함한다.
일련의 주요 정보 혁신 중 최신 기술인 인터넷은 다양한 방식으로 사회학자의 관심을 끈다. 예를 들어 종이 설문지 대신 온라인 설문지를 사용하는 것과 같은 연구 도구로써의 쓰임, 토론 플랫폼 및 연구 주제로 사용된다. 엄밀한 의미에서 인터넷 사회학은 온라인 커뮤니티 (예: 뉴스 그룹), 가상 커뮤니티 및 가상 세계, 인터넷과 같은 새로운 미디어를 통해 촉진되는 조직적 변화와 산업사회에서 정보 사회로의 변화를 의미한다. 온라인 커뮤니티는 네트워크 분석 을 통해 통계적으로 연구할 수 있으며 동시에 가상 민족지학 등을 통해 정성적으로 해석할 수 있다. 사회적 변화는 통계적 인구 통계 나 온라인 미디어 연구 에서 변화하는 메시지와 기호의 해석을 통해 연구될 수 있다.

## 규율의 출현
인터넷은 비교적 새로운 현상이다. Robert Darnton 이 쓴 것처럼 "측정 방법에 따라 어제 또는 그 전날에 발생한" 혁명적인 변화라고 볼 수 있다. 인터넷은 1969년 ARPANET 에서 개발되었다. 또한 1974년에 만들어진 용어이다. 우리가 알고 있는 월드 와이드 웹은 1990년대 중반에 그래픽 인터페이스 와 이메일 과 같은 서비스가 대중화되고 더 광범위한(비과학적 및 비군사적) 청중과 상거래에 도달하면서 형성되었다. Internet Explorer는 1995년에 처음 출시되었다. Google은 1998년에 설립되었다. 위키피디아는 2001년에 설립되었다. 2000년대 중반 페이스북, 마이스페이스, 유튜브 . 웹 2.0은 여전히 등장하고 있다. 인터넷에서 사용할 수 있는 정보의 양과 전 세계 인터넷 사용자 수는 계속해서 빠르게 증가하고 있다. ' 디지털 사회학 '이라는 용어는 이제 웹 2.0 이후 디지털 기술에 대한 사회학적 연구의 새로운 방향을 나타내는 데 점점 더 많이 사용되고 있다.

### 디지털 사회학
제목에 디지털 사회학 이라는 용어가 포함된 최초의 학술 논문은 2009년에 등장했다. 저자는 디지털 기술이 사회학적 연구와 교육 모두에 영향을 미칠 수 있는 방식에 대해 고찰한다. 2010년에 Richard Neal 은 '디지털 사회학'을 글로벌 비즈니스의 관심 증가와 학문적 초점을 연결하는 것으로 설명했다. 2013년이 되어서야 '디지털 사회학'이라는 주제를 다루는 최초의 순수 학술 서적이 출판되었다. 2015년에 최초의 단독 저서인 디지털 사회학 이 출판되었고, 같은 해 뉴욕에서 "디지털 사회학"에 대한 첫 번째 학술대회가 열렸다.
디지털 사회학 이라는 용어가 아직 문화 사전에 완전히 포함되지는 않았지만 사회학자들은 인터넷이 시작된 이래로 인터넷과 관련된 연구에 참여해 왔다. 이 사회학자들은 온라인 커뮤니티, 사이버 공간 및 사이버 정체성과 관련된 많은 사회적 문제를 다루었다. 이와 유사한 연구는 사이버 사회학, 인터넷 사회학, 온라인 커뮤니티 사회학, 소셜 미디어 사회학, 사이버 문화 사회학 등의 다양한 연구를 이끌어냈다.
디지털 사회학은 인터넷이나 사이버 문화 뿐만 아니라 21세기의 첫 10년 이후 등장한 다른 디지털 미디어 및 장치의 영향을 다루며 범위가 더 넓다는 점에서 이러한 용어와 다르다고 볼 수 있다. 인터넷이 보편화되고 일상생활과 연결되면서 사회과학에서의 '사이버'에 대한 언급은 이제 '디지털'로 대체된 것으로 보인다. '디지털 사회학'은 디지털 인문학, 디지털 인류학과 같은 다른 하위 학문과 관련이 있다. 그것은 웨어러블 기술, 증강 현실, 스마트 개체, 사물 인터넷 및 빅 데이터 와 같은 최신 Web 2.0 디지털 기술을 포함하는 것뿐만 아니라 위의 다른 항목들을 대체하고 통합하기 시작하고 있다.

## 연구동향
DiMaggio et al. (1999)에 따르면 연구는 다섯 가지 영역에서 인터넷의 영향에 초점을 맞추는 경향이 있다.
1. 불평등 ( 디지털 격차 문제)
2. 공공 및 사회적 자본 ( 날짜 대체 문제)
3. 정치 참여 ( 공적 영역, 심의 민주주의 및 시민 사회의 문제)
4. 조직 및 기타 경제 기관
5. 참여문화 와 문화다양성

초기에는 인터넷이 모든 것을 바꾸거나 아무것도 바꾸지 않을 것이라는 예측이 있었다. 그러나 시간이 지남에 따라 적어도 현재 개발 단계에서는 인터넷이 이전에 구현된 미디어 를 대체하는 것이 아니라 보완한다는 합의가 나타났다. 이것은 "신, 구 미디어의 융합"이라는 1990년대 아이디어를 재고하는 것을 의미했다. 더욱이 인터넷은 새롭게 부상하고 여전히 진화 하고 있는 정보 통신 기술 (ICT)로 인한 변화를 연구할 수 있는 기회를 제공한다.

## 사회적 영향
인터넷은 소셜 네트워크 서비스, 온라인 및 오프라인 상호 작용을 촉진하는 Facebook, MySpace, Meetup 및 CouchSurfing 과 같은 사회적 상호 작용 및 사회적 관계의 포럼을 제공했다.
한때는 가상 커뮤니티가 사회적 유대로 구성된다고 생각했지만 연구자들은 가상 공간에서 형성된 사회적 유대도 온라인과 오프라인 모두에서 유지되는 경우가 많다는 사실을 발견했다.
인터넷이 강한 유대와 약한 유대에 미치는 영향, 인터넷이 어느 정도 사회적 자본 을 창출하는지의 여부, 사회적 고립 경향에서 인터넷의 역할, 다양한 사회적 환경에 대한 논의가 있었다.
흔히 인터넷은 새로운 개척지라고 말하며 사용자 간의 사회적 상호 작용, 협력 및 갈등이 19세기 초의 무정부주의적이고 폭력적인 미국 개척지 와 유사하다는 주장이 있다.
2014년 3월, 애리조나 주 메사에 있는 베네딕트 대학 의 연구원들은 온라인 상호 작용이 대면 회의에 미치는 영향을 연구했다. 이 연구의 제목은 "Face to Face Versus Facebook: Does Exposure to Social Networking Web Sites Augment or Attenuate Physiological Arousal Between the Socially Anxious"로 Cyberpsychology, Behavior, and Social Networking 에 게재되었다. 그들은 사회적 불안을 측정하기 위해 26명의 여학생을 전극으로 분석했다. 사람들을 만나기 전에 학생들은 만날 것으로 예상되는 주제의 사진을 보여주었다. 연구원들은 누군가의 사진을 본 후 얼굴을 맞대고 만나는 것이 각성을 증가시키는 것을 발견했으며, 이 연구는 사회적 불안의 증가와 관련이 있다. 이러한 결과는 사회적으로 불안한 사람들이 온라인 상호 작용을 선호한다는 이전 연구를 확인시켜준다. 이 연구는 또한 자극된 각성이 긍정적인 감정과 연관될 수 있고 긍정적인 감정으로 이어질 수 있음을 인식했다.
최근 연구는 상호 연결된 일상 사물의 글로벌 네트워크가 기술 발전의 다음 단계라고 말하면서 사물 인터넷을 그 범위 내에서 다루었다. 확실히 글로벌 우주 및 지구 기반 네트워크는 IoT의 적용 범위를 빠른 속도로 확장하고 있다. 이것은 건강, 농업, 교통 및 소매 분야의 현재 응용 프로그램과 함께 다양한 결과를 가져온다. Samsung 및 Sigfox 와 같은 회사는 이러한 네트워크에 막대한 투자를 했으며 일부 사회학자는 인간과 기술 시스템의 사회 기술 네트워크 형성을 제안하면서 그에 따라 사회적 영향을 측정해야 한다. 개인 정보 보호, 정보에 대한 권리, 법률 및 콘텐츠 생성 문제는 이러한 기술 변화에 비추어 대중의 조사를 받게 될 것이다.

## 디지털 사회학과 데이터 감정
디지털 사회학은 데이터 및 데이터 감정과 연결된다. 데이터 감정은 사람들이 의사 결정 기술이나 감정에 영향을 줄 수 있는 디지털 기술을 사용할 때 발생한다. 소셜 미디어 플랫폼은 사용자 데이터를 수집하는 동시에 감정 상태에 영향을 미쳐 사용자 간의 연대 또는 사회적 참여를 유발한다. Instagram 및 Twitter와 같은 소셜 미디어 플랫폼은 사랑, 애정 및 공감의 감정을 불러일으킬 수 있다. 2014 아이스 버킷 챌린지 와 같은 바이러스성 도전과 바이러스성 밈은 문화적 지식과 자기 이해를 보여주는 대중 참여를 통해 사람들을 하나로 모았다. 바이러스성 이벤트에 대한 대량 참여는 사용자가 마음과 감정의 심리적 상태에 영향을 미치는 정보(데이터)를 서로 전파하도록 유도한다. 디지털 사회학과 데이터 감정 사이의 연결은 일상 생활과 활동 내에서 기술 장치의 통합을 통해 형성되는 것이다.

### 아이들에게 미치는 영향

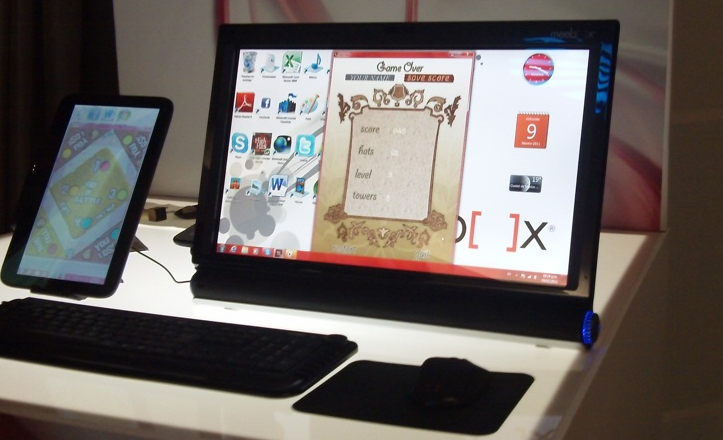
기술 장치를 집중적으로 사용할 수 있다.

연구자들은 어린이의 기술 사용과 의료 건강 및 심리적 문제를 유발할 수 있는 과도하게 사용되는 방식들을 조사했다. 아이들은 기술 장치를 사용하면 기술 장치에 중독될 수 있으며 우울증, 주의력 문제, 외로움, 불안, 공격성 및 고독 과 같은 부정적인 영향을 경험할 수 있다. 비만은 어린이가 어떤 형태의 신체 활동보다 기술 장치 사용을 선호하는 방식으로 인해 어린이의 기술 사용으로 인한 또 다른 결과이다.  부모는 자녀의 기술 장치 사용을 제어하고 제한할 수 있다. 이렇게 하면 기술이 우선시 될 경우 기술이 가져올 수 있는 부정적인 결과를 줄이고 과도하게 사용하는 것을 제한할 수 있다.
아이들은 기술을 사용하여 학습 능력을 향상시킬 수 있다. 예를 들어 온라인 프로그램을 사용하여 읽기 또는 수학을 배우는 방법을 향상시킬 수 있다. 기술이 아이들에게 제공하는 리소스 기술은 그들의 기술을 향상시킬 수 있지만, 사이버 괴롭힘이 발생할 수 있는 방식으로 인해 아이들은 스스로 무엇을 하게 되는지 주의해야 한다. 사이버 괴롭힘은 인터넷을 통해 아이들을 괴롭히는 사람들에 의해 아이들이 억압되는 방식으로 인해 학업 및 심리적 영향을 유발할 수 있다. 아이들에게 기술이 소개될 때 그것을 받아들이도록 강요받지는 않지만, 대신 아이들은 기술 장치를 사용하기로 결정했는지 여부에 대해 느끼는 바를 입력할 수 있다.  . 인터넷 연결 장치의 인기가 높아짐에 따라 아이들의 일과가 바뀌었다. 사회 정책 연구원 Janet Heaton은 "아이들의 건강과 삶의 질은 기술의 혜택을 받았지만 돌봄 루틴의 요구 시간과 호환성 부족은 다른 사회적 및 제도적 기간과 함께 일부 부정적인 영향을 미쳤다."  라고 말했다. 아이들이 기술을 자주 사용하면 일반적으로 의미 있는 우정, 취미 및 잠재적 직업 선택을 추구하는 데 사용할 수 있는 시간이 줄어드는 것이다.
기술은 어린이의 삶에 부정적인 영향을 미칠 수 있지만 인지, 언어 및 사회적 발달을 장려할 수 있는 좋은 학습 도구로 사용될 수 있다. 2010년 뉴햄프셔 대학의 연구에서 기술 장치를 사용한 어린이는 학습에 기술을 사용하지 않은 어린이에 비해 문제 해결, 지능, 언어 기술 및 구조적 지식에서 더 큰 향상을 보였음을 알 수 있다.  1999년 논문에서 "연구는 컴퓨터 지원 교육 패키지에서 다루는 자료와 밀접하게 관련된 시험에서 학생 점수의 향상을 발견했다"고 결론지었다. 이는 기술이 학습 능력을 향상시켜 어린이에게 어떻게 긍정적인 영향을 미칠 수 있는지를 보여준다.  모들이 아이들이 기술 기기를 무엇에 사용할 수 있는지, 특히 그들이 기기에서 볼 수 있는 것과 볼 수 없는 것을 제한할 때, 아이들과 그들의 부모 사이에 문제가 발생하여 아이들을 좌절시켰다.

### 정치 조직 및 검열
인터넷은 정치적 도구로서 새로운 관련성을 획득했다. 2004년 미국 하워드 딘의 대선 캠페인은 인터넷을 통한 기부금 창출 능력으로 유명해졌고, 2008년 버락 오바마의 캠페인은 더욱 유명해졌다. 점점 더 많은 사회 운동 과 기타 조직이 인터넷을 사용하여 전통적인 인터넷 활동과 새로운 인터넷 활동 을 모두 수행하고 있다.
일부 정부도 온라인에 접속하고 있다. 쿠바, 이란, 북한, 미얀마, 중화인민공화국, 사우디아라비아 와 같은 일부 국가에서는 필터링 및 검열 소프트웨어를 사용 하여 해당 국가의 사람들이 인터넷에서 액세스할 수 있는 것을 제한한다. 영국 에서는 소프트웨어를 사용하여 위협으로 인식하는 다양한 개인을 찾아 체포한다. 미국을 비롯한 다른 국가에서는 아동 음란물 과 같은 특정 자료의 소지 또는 배포를 불법으로 규정하는 법률을 제정했지만 필터링 소프트웨어를 사용하지 않는다. 일부 국가에서는 인터넷 서비스 제공업체 가 경찰이 등록한 사이트에 대한 액세스를 제한하는 데 동의했다.

### 경제학
인터넷 기반 상거래의 경제적 이점에 대해 많은 글이 작성되었지만 지도 및 위치 인식 서비스와 같은 인터넷의 일부 측면이 경제적 불평등 과 정보 격차를 강화하는 데 기여할 수 있다는 증거도 있다. 전자 상거래는 소득 불평등의 증가를 초래하는 소규모 소규모 기업의 합병 및 쇠퇴의 원인이 될 수 있다.

### 박애
개발도상국에서 저비용 인터넷 액세스의 확산은 개인이 다른 개인을 위한 자선 프로젝트에 소액을 기부할 수 있는 P2P 자선 단체의 새로운 가능성을 열었다. Donors Choose 및 Global Giving 과 같은 웹 사이트를 통해 이제 소규모 기부자가 선택한 개별 프로젝트에 자금을 보낼 수 있다.
인터넷 기반 자선 활동에 대한 대중적인 트위스트는 자선 목적으로 P2P 대출 을 사용하는 것이다. Kiva는 2005년에 이 개념을 개척하여 자금 조달을 위한 개별 대출 프로필을 게시하는 최초의 웹 기반 서비스를 제공했다. Kiva는 차용인을 대신하여 이야기와 업데이트를 게시하는 지역 중개 소액 금융 기관을 위한 기금을 모금한다. 대출 기관은 자신이 선택한 대출에 최소 25달러를 기부할 수 있으며 대출자가 상환하면 돈을 돌려받을 수 있다. Kiva는 대출 기관이 자금을 조달하기 전에 대출금이 지급되고 차용인이 대출 기관과 직접 소통하지 않는다는 점에서 순수한 P2P 자선 단체가 되지 못한다. 그러나 최근 개발 도상국에서 저렴한 인터넷 액세스가 확산되면서 진정한 피어 투 피어 연결이 점점 더 실현 가능해졌다. 2009년 미국에 기반을 둔 비영리 단체 인 Zidisha는 이러한 추세를 활용하여 국내 중개자 없이 국경을 넘어 대출자와 대출자를 연결하는 최초의 P2P 소액 대출 플랫폼을 제공했다. Facebook 및 eBay 와 같은 대화형 웹사이트에서 영감을 받은 Zidisha의 소액 대출 플랫폼은 대출 기관과 차용인 간의 직접적인 대화와 차용인을 위한 성과 평가 시스템을 용이하게 한다. 전 세계 웹 사용자는 최소 1달러로 대출 자금을 조달할 수 있다.

### 여가
인터넷은 World Wide Web 이전부터 대학 서버에서 MUD 및 MOO 와 같은 재미있는 사회적 실험이 수행되고, 유머 관련 유즈넷 그룹이 주요 트래픽을 수신하면서 주요 여가 기반이었다. 오늘날 많은 인터넷 포럼 에는 게임과 재미있는 비디오에 관한 섹션이 있다. 플래시 무비 형식의 짧은 만화도 인기가 있으며, 600만 명이 넘는 사람들이 의사소통 및 아이디어 공유의 수단으로 블로그나 게시판을 사용한다.
음란물 과 도박 산업은 둘 다 World Wide Web을 최대한 활용했으며 종종 다른 웹 사이트에 상당한 광고 수입원을 제공한다. 정부가 인터넷 포르노를 검열하려고 시도했지만 인터넷 서비스 제공업체는 정부에 이러한 계획이 실현 가능하지 않다고 말했다. 또한 많은 정부가 두 산업의 인터넷 사용을 제한하려고 시도했지만 일반적으로 광범위한 인기를 막지 못했다.ㅍ
인터넷상의 여가 영역 중 하나는 온라인 게임이다. 이러한 형태의 여가는 커뮤니티를 만들어 연령과 배경에 관계없이 모든 사람들이 빠르게 진행되는 멀티플레이어 게임의 세계를 즐길 수 있도록 한다. MMORPG 에서 1인칭 슈팅 게임, 롤플레잉 비디오 게임 에서 온라인 도박에 이르기까지 다양하다. 이것은 많은 사람들이 인터넷에서 상호 작용하고 자유 시간을 보내는 방식에 혁명을 일으켰다.
온라인 게임은 1970년대부터 있었지만 현대적인 온라인 게임 모드는 게임 플레이어가 일반적으로 구독하는 GameSpy 및 MPlayer와 같은 서비스로 시작되었다. 비구독자는 특정 유형의 게임 플레이 또는 특정 게임으로 제한되었다.
많은 사람들이 음악, 영화 및 기타 작품에 액세스하고 다운로드하여 즐거움과 휴식을 취하기 위해 인터넷을 사용한다. 위에서 논의한 바와 같이 중앙 집중식 서버와 분산 P2P 기술을 사용하여 이들 모두에 대한 유료 및 무료 소스가 있다. 이러한 소스 중 일부는 다른 소스보다 원본 아티스트의 권리와 저작권법에 더 많은 주의를 기울이기 때문에 재량권이 필요하다.
많은 사람들이 World Wide Web을 사용하여 뉴스, 날씨 및 스포츠 보고서에 액세스하고, 휴가를 계획 및 예약하고, 임의의 아이디어와 일상적인 관심사에 대해 자세히 알아본다.
사람들은 전 세계의 친구를 사귀고 연락하기 위해 채팅, 메시징 및 이메일을 사용한다. 때로는 이전에 펜팔 을 가졌던 것과 같은 방식이다. MySpace, Facebook 및 이와 유사한 다른 많은 소셜 네트워킹 웹사이트도 사람들이 즐거움을 위해 연락할 수 있도록 한다.
인터넷은 사용자가 인터넷을 통해 자신의 파일, 폴더 및 설정에 액세스할 수 있는 웹 데스크탑의 수가 증가하고 있음을 확인했다.
사이버 슬랙킹은 기업 자원의 심각한 고갈이 되었다. Peninsula Business Services의 조사에 따르면 영국 직원은 직장에서 웹 서핑에 하루 평균 57분을 소비한다.

## 하위 분야
Lupton(2012)은 디지털 사회학의 네 가지 측면을 확인했다.
1. 전문적인 디지털 실습 : 전문적인 목적을 위해 디지털 미디어 도구 사용, 네트워크 구축, 전자 프로필 구성, 연구 홍보 및 공유, 학생 교육
2. 디지털 사용의 사회학적 분석 : 사람들의 디지털 미디어 사용이 자아감, 구현 및 사회적 관계를 구성하는 방식을 연구
3. 디지털 데이터 분석 : 양적 또는 질적 사회 연구에 디지털 데이터 사용
4. 비판적 디지털 사회학 : 사회 및 문화 이론에 입각한 디지털 미디어에 대한 성찰적이고 비판적인 분석을 수행

### 전문적인 디지털 실습
그들은 전문적인 학업 목적으로 소셜 및 기타 디지털 미디어를 사용하는 것을 꺼려했지만 사회 학자들은 교육 및 연구를 위해 천천히 채택하기 시작했다. 점점 더 많은 수의 사회학 블로그가 나타나기 시작했고 더 많은 사회학자들이 트위터에 합류하고 있다. 일부는 사회학자가 학문적 실천의 일부로 소셜 미디어를 사용하는 가장 좋은 방법과 셀프 아카이빙의 중요성, 사회학적 연구를 오픈 액세스로 만드는 것, 그리고 Wikipedia에 대해 글을 쓰고 있다.

### 디지털 미디어 사용에 대한 사회학적 분석
디지털 사회학자들은 신체와 빅데이터의 사회적 차원, 그리고 이러한 데이터를 해석하는 데 사용되는 알고리즘의 일부로 웨어러블 기술의 사용에 대해 글을 쓰기 시작했다. 다른 사람들은 CCTV 카메라 및 고객 충성도 체계와 같은 기술을 통해 사람들의 활동 감시의 일부로서 디지털 기술의 역할에 주의를 기울였다.
사회경제적으로 취약한 계층, 교육 수준이 낮은 계층, 여성 및 노인과 같은 특정 사회 집단이 경험하는 ' 디지털 격차 ' 또는 디지털 기술에 대한 접근의 차이는 디지털 미디어에 대한 사회 과학 연구의 많은 연구자들을 사로잡았다. 그러나 몇몇 사회학자들은 디지털 기술 사용의 차이에 내재된 구조적 불평등 을 인정하고 식별하는 것이 중요하지만 이 개념은 다소 단순하며 디지털 기술에 대한 접근 및 지식의 복잡성을 통합하지 못한다고 지적했다.
소셜 미디어가 친밀한 관계와 자아 개념의 발전에 기여하는 방식에 대한 관심이 높아지고 있다. 사회적 관계, 자아, 디지털 기술에 대해 저술한 가장 잘 알려진 사회학자 중 한 명은 Sherry Turkle이다. 그녀의 가장 최근 저서에서 Turkle은 소셜 미디어의 주제를 다룬다. 그녀는 이러한 플랫폼을 통해 이루어지는 관계는 "실생활에서" 일어나는 만남만큼 진정성이 없다고 주장한다.
시각 매체를 통해 보는 사람은 보다 수동적인 정보 소비자가 될 수 있다. 시청자는 실제 세계의 페르소나와 다른 온라인 페르소나를 개발할 가능성이 더 크다. 그러나 이러한 디지털 세계(또는 '사이버스페이스')와 '현실 세계'의 대비는 '디지털의 아우라 '와 유사한 개념인 ' 디지털 이원론' 이라는 비판을 받아왔다. 다른 사회학자들은 디지털 미디어를 통해 이루어지는 관계가 '실제 세계'의 불가분의 일부라고 주장했다. 증강 현실은 현실이 디지털 미디어를 사용하여 어떤 식으로든 변경되지만 대체되지는 않는 대화형 경험이다.
사회 운동 을 위한 소셜 미디어의 사용은 디지털 사회학의 초점을 제공하기도 했다. 예를 들어, 트위터, 유튜브, 페이스북 과 같은 소셜 미디어 플랫폼을 활동가 대의에 대한 메시지를 전달하고 정치 운동을 조직하는 수단으로 사용하는 것에 대해 수많은 사회학 기사와 책 들이 등장했다.
소수 인종과 소수 인종 및 기타 그룹의 기술 사용 방법에 대한 연구도 수행되었다. 이러한 " 디지털 관행 " 연구는 새로운 기술을 사용할 때 그룹이 채택하는 관행이 사회적 불평등을 완화하거나 재생산하는 방식을 탐구한다.

### 디지털 데이터 분석
디지털 사회학자는 사람들의 디지털 미디어 사용을 질적 및 양적으로 조사하기 위해 다양한 접근 방식을 사용한다. 여기에는 민족지학적 연구, 기술 사용자와의 인터뷰 및 설문 조사, 기술과 사람들의 상호 작용에서 생성된 데이터 분석(예: Facebook, Reddit, 4chan, Tumblr 및 Twitter와 같은 소셜 미디어 플랫폼의 게시물 또는 소비 온라인 쇼핑 플랫폼의 습관. 데이터 스크래핑, 소셜 네트워크 분석, 시계열 분석 및 텍스트 분석 과 같은 기술을 사용하여 사용자가 디지털 미디어와 상호 작용하여 부산물로 생성된 데이터와 사용자가 직접 생성한 데이터를 모두 분석한다. 콘텐츠 분석을 위해 2008년 Yukihiko Yoshida는 "Leni Riefenstahl과 독일 표현주의: 전문 사전의 범학문적 의미 공간을 사용한 시각 문화 연구 연구"라는 연구를 수행했다. 이 연구는 함축적 및 외연적 키워드(검색 엔진)로 태그가 지정된 이미지 데이터베이스를 가져와 Riefenstahl의 이미지가 1937년 독일에서 열린 "Degenerate Art" 전시회 제목에서 "타락하다"라는 태그가 붙은 이미지와 동일한 특성을 가지고 있음을 발견했다.
소셜 미디어의 출현은 사회학자에게 사회 현상을 연구하는 새로운 방법을 제공했다. Facebook 및 Twitter 와 같은 소셜 미디어 네트워크는 점점 더 연구를 위해 채굴되고 있다. 예를 들어 Twitter 데이터는 Twitter API를 통해 연구원이 쉽게 사용할 수 있다. Twitter는 연구자들에게 인구 통계 데이터, 시간 및 위치 데이터, 사용자 간의 연결을 제공한다. 이러한 데이터에서 연구원은 사용자 기분과 사용자가 서로 소통하는 방법에 대한 통찰력을 얻는다. 또한 소셜 네트워크를 그래프로 표시하고 시각화할 수 있다.
Twitter에서 얻은 것과 같은 대규모 데이터 세트를 사용하는 것은 어려울 수 있다. 우선 연구자들은 이 데이터를 데이터베이스에 효과적으로 저장하는 방법을 알아내야 한다. 빅 데이터 분석에 일반적으로 사용되는 몇 가지 도구를 마음대로 사용할 수 있다. 대용량 데이터 세트는 다루기 힘들고 다양한 유형의 데이터(예: 사진, 비디오, GIF 이미지)를 포함할 수 있으므로 연구원은 데이터를 MongoDB 및 Hadoop과 같은 비관계형 데이터베이스에 저장할 수 있다. 이 데이터를 처리하고 쿼리하는 것은 추가적인 과제이다. 그러나 연구원이 사용할 수 있는 몇 가지 옵션이 있다. 일반적인 옵션 중 하나는 Hive 와 같은 쿼리 언어를 Hadoop 과 함께 사용하여 대규모 데이터 세트를 분석하는 것이다.
인터넷과 소셜 미디어를 통해 사회학자는 논란이 되는 주제가 시간이 지남에 따라 어떻게 논의되는지(이슈 매핑이라고도 함) 연구할 수 있다. 사회학자는 소셜 네트워킹 사이트(예: 페이스북 또는 트위터) 뜨거운 논쟁 주제와 관련된 게시물을 검색한 다음 텍스트를 파싱하고 분석한다. 그런 다음 사회학자는 MentionMapp 또는 Twitter Streamgraph 와 같이 쉽게 액세스할 수 있는 여러 도구를 사용하여 이 데이터를 시각화할 수 있다. MentionMapp은 해시태그의 인기도를 보여주고 Twitter Streamgraph는 특정 단어가 함께 짝지어지는 빈도와 시간이 지남에 따라 단어의 관계가 어떻게 변하는지 보여준다.

## 디지털 감시
디지털 감시는 디지털 장치가 사람들의 일상 활동을 기록하고 개인 데이터를 수집 및 저장하며 사생활을 침해할 때 발생한다. 새로운 기술의 발전으로 2010년에서 2020년 사이에 온라인에서 사람들을 모니터링하고 관찰하는 행위가 증가했다. 프라이버시를 침해하고 동의 없이 사람들을 기록하는 것은 사람들로 하여금 개인 정보를 보호하고 보호해야 하는 기술의 사용을 의심하게 만든다. 디지털 감시의 데이터 저장 및 침입은 인간의 행동에 영향을 미친다. 디지털 감시의 심리적 의미는 사람들이 항상 감시받는다고 느끼는 것에 대해 우려, 걱정 또는 두려움을 갖게 할 수 있다. 디지털 데이터는 다양한 이유로 다양한 방식으로 사용될 수 있는 보안 기술, 앱, 소셜 미디어 플랫폼 및 기타 기술 장치에 저장된다. 인터넷을 사용하는 사람들로부터 수집된 데이터는 사기업 및 공공 기업, 친구 및 기타 알려진 또는 알려지지 않은 단체가 모니터링하고 볼 수 있다.

### 비판적 디지털 사회학
디지털 사회학의 이러한 측면은 아마도 디지털 세계를 연구하는 다른 접근 방식과 구별되는 것일 것이다. 비판적 성찰적 접근 방식을 채택함에 있어 사회학자들은 사회학적 실천 자체에 대한 디지털의 의미를 다룰 수 있다. 디지털 사회학은 사회적 관계 사이의 변화하는 관계와 이러한 관계의 분석을 다루는 방법을 제공하며, 사회 연구가 무엇인지, 그리고 실제로 사회적 관계와 사회가 많은 측면에서 변화함에 따라 현재 사회학이 무엇인지에 대해 질문을 던진다. 디지털 기술을 통해 매개된다.
사회학은 사람들이 디지털 기술과 상호 작용하고 이러한 데이터를 사용하여 자체 사회 연구를 수행하는 데이터 산업의 일부로 방대한 양으로 수집되는 '스몰 데이터'와 '빅 데이터'의 새로운 형태에 어떻게 대응해야 하는가? 이것은 "경험적 사회학의 다가오는 위기"가 지평선에 있을 수 있음을 암시하는가? 사회학자 자신의 정체성과 업무 관행이 어떻게 인용 메트릭 과 같은 디지털 기술에 연루되고 규율되고 있는가?
이러한 연구 질문은 디지털 기술 분석에서 사회학 자체의 역할과 디지털 기술이 사회학에 미치는 영향을 반영하는 비판적 디지털 사회학의 핵심이다.
이 네 가지 측면에 디지털 사회학의 다음 하위 분야가 있다.

### 공공 디지털 사회학
디지털 미디어를 활용한 공공 사회학은 온라인으로 접근 가능한 공간에 사회학적 자료를 게시하고 이 공간에서 대중과의 후속 상호작용을 포함하는 공공사회학의 한 형태이다. 이를 "전자 공공 사회학"이라고 한다.
소셜 미디어는 공공 사회학이 인식되는 방식을 변화시켰고 이 분야에서 디지털 진화를 일으켰다. 소통의 광대한 개방형 플랫폼은 사회학자들이 소그룹 사회학이나 대중의 개념에서 벗어나 방대한 청중으로 나올 수 있는 기회를 제공했다.
블로깅은 사회학자들이 활용하는 초기 소셜 미디어 플랫폼이었다. Eszter Hargittai, Chris Bertram, Kieran Healy와 같은 사회학자는 사회학에 블로그를 사용하기 시작한 사람들 중 소수였다. 사회학 및 관련 철학에 대한 새로운 토론 그룹은 소셜 미디어 영향의 결과였다. 따라서 수많은 논평과 토론은 사회학을 이해하는 일부가 되었다. 그러한 유명한 그룹 중 하나는 Crooked Timber였다. 이러한 소셜 사이트에서 피드백을 받는 것이 더 빠르고 효과적이다. 탈중개화, 가시성 및 측정은 전자 공공 사회학의 주요 효과이다. Twitter 및 Facebook과 같은 다른 소셜 미디어 도구도 사회학자를 위한 도구가 되었다. "소셜미디어 시대의 공공사회학" .

### 사회학 이론의 디지털 변환
정보 통신 기술과 디지털 데이터의 확산은 사회학 연구에 혁신을 일으키고 있다. 디지털 인문학과 전산 사회 과학에는 이미 많은 방법론적 혁신이 있었다. 하지만 사회 과학과 인문학의 이론 개발은 여전히 주로 컴퓨터 문화나 사회의 인쇄 이론으로 구성되어 있다. 그러나 이러한 디지털 변환의 아날로그 이론은 사회과학과 인문학의 디지털 변환이 이 분야의 인식론적 핵심을 얼마나 근본적으로 변화시키고 있는지 설명하지 못한다. 디지털 방법은 아날로그 이론을 테스트하기 위해 훨씬 더 큰 디지털 데이터 세트를 제공하는 것 이상을 구성하지만 새로운 형태의 디지털 이론을 요구한다. 따라서 사회 이론의 디지털 변환에 관한 연구 프로그램의 목적은 아날로그를 디지털 사회 이론으로 번역하여 디지털 사회의 디지털 이론에 의한 디지털 변환의 전통적인 아날로그 사회 이론을 보완하는 것이다.

## 같이 보기
- 디지털 인문학
- 디지털 혁명
- 사이버 문화
- 슬랙티비즘
- 소셜 웹

## 문헌
- John A. Bargh 및 Katelyn YA McKenna, The Internet and Social Life, Annual Review of Psychology, Vol. 55: 573-560(권 발행일 2004년 2월),    [깨진 링크(과거 내용 찾기)]
- Allison Cavanagh, 인터넷 시대의 사회학, McGraw-Hill International, 2007,ISBN 9780335217267
- Christine Hine, Virtual Methods: Issues in Social Research on the Internet, Berg Publishers, 2005,ISBN 9781845200855
- Rob Kling, The Internet for Sociologists , 현대 사회학, Vol. 26, 4호(1997년 7월), pp. 434–758
- Joan Ferrante-Wallace, Joan Ferrante, Sociology.net: 인터넷 사회학, Thomson Wadsworth, 1996,ISBN 9780534527563
- Daniel A. Menchik과 Xiaoli Tian. (2008) "텍스트에 사회적 맥락 넣기: 이메일 상호작용의 기호학." 미국 사회학 저널 . 114:2쪽. 332–70.
- Carla G. Surratt, "인터넷과 사회 변화", McFarland, 2001,ISBN 978-0786410194
- DR Wilson, 인터넷에서 사회학 연구, Thomson/Wadsworth, 2004,ISBN 9780534568955
- Cottom, TM 왜 디지털 사회학인가 . https://tressiemc.com/uncategorized/why-is-digital-sociology
- Lupton, D. (2015) 20사회학%282014%29.pdf 디지털 사회학[깨진 링크(과거 내용 찾기)] . Routledge 2 Park Square, Milton Park, Abingdon, Oxon OX14 4RN.711 Third Avenue, New York, NY 10017.
- Fussey, P.,& Roth, S. (2020) 디지털화 사회학: 인터넷 시대의 연속성과 변화.